# Кангасала
Кангасала (фин. Kangasala) је град у Финској у округу Пирканска земља. Према процени из 2006. у граду је живело 27.303 становника.

## Становништво
Према процени, у граду је 2006. живело 27.303 становника.
| 1990.  | 2000.  |
| ------ | ------ |
| 23.293 | 24.500 |